# 新扎沃德
50°18′51″N 28°15′1″E / 50.31417°N 28.25028°E
新扎沃德（烏克蘭語：Новий Завод）是烏克蘭北部的村莊，隸屬日托米爾州的日托米爾區。該村面積3.03平方公里，海拔高度236米，2001年人口579。